# Schwarz-Weiss Erfurt
Schwarz-Weiss Erfurt ist die erste Frauenmannschaft des Volleyballvereins SWE Volley-Team aus Erfurt, die in der Saison 2024/25 in der 1. Bundesliga spielt.

## Team

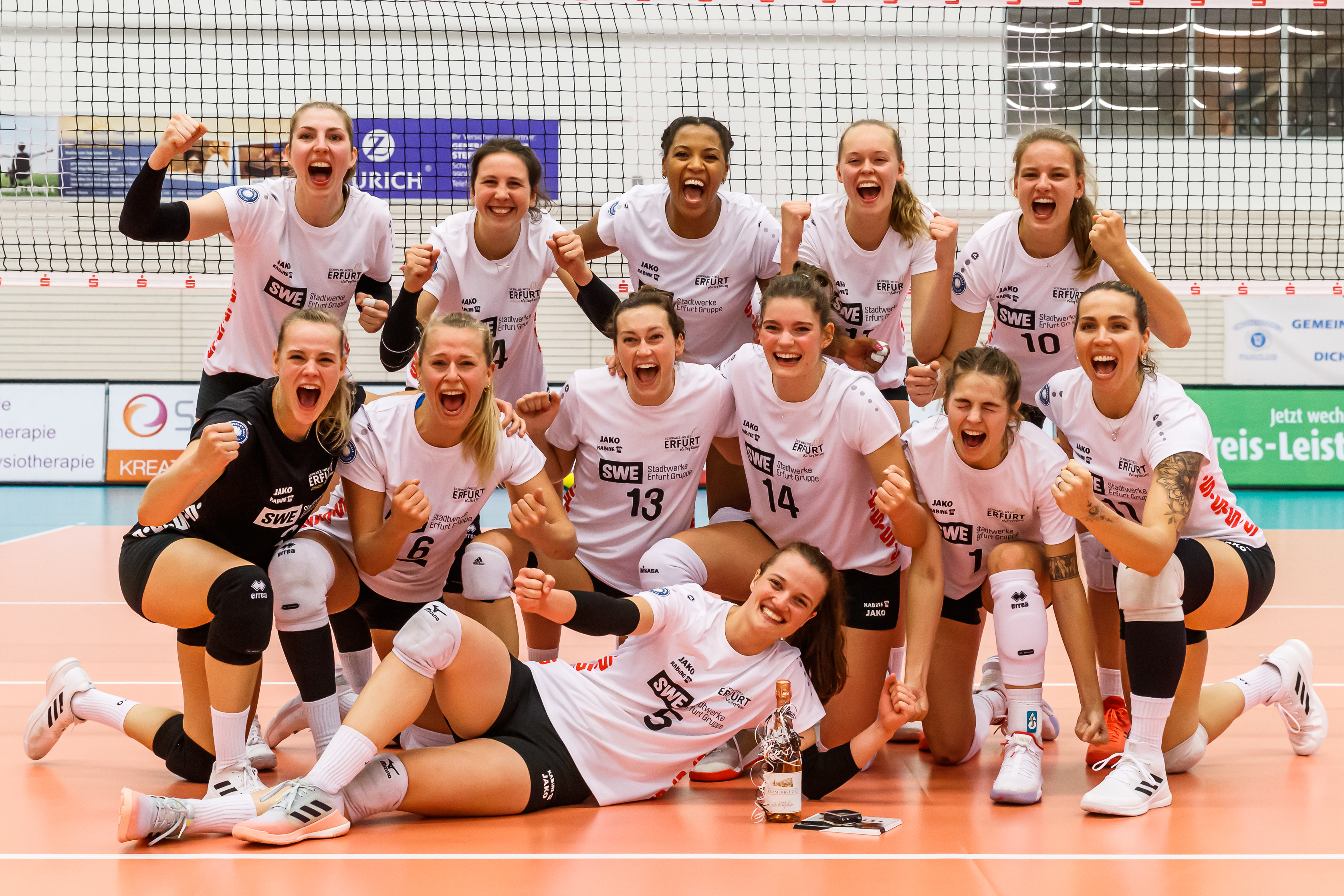
Kader der Saison 2021/22

Der Kader der Saison 2025/26 besteht aus folgenden Spielerinnen:
| Name                | Nr. | Nation             | Größe  | Geburtsdatum  | Position | im Verein seit | Vertrag bis |
| ------------------- | --- | ------------------ | ------ | ------------- | -------- | -------------- | ----------- |
| Lea Feistritzer     |     | Deutschland        | 1,90 m | 25. Aug. 2006 | AA       | 2024           | 2026        |
| Lotte Goertz        |     | Deutschland        | 1,75 m | 29. Jan. 2005 | L        | 2025           | 2026        |
| Antonia Greskamp    | 9   | Deutschland        | 1,80 m | 9. Feb. 2000  | Z        |                | 2026        |
| Isabel Kovačić      |     | Kroatien           | 1,88 m | 12. Aug. 1997 | D        | 2025           | 2026        |
| Lena Linke          |     | Deutschland        | 1,96 m | 18. Dez. 2003 | MB       | 2025           | 2026        |
| Elizabeth Sandbothe | 2   | Vereinigte Staaten | 1,82 m | 17. März 1998 | MB       | 2024           | 2026        |
| Sina Siebert        | 7   | Deutschland        | 1,93 m | 23. Dez. 2005 | AA       | 2024           | 2026        |
| Mia Stauß           | 11  | Deutschland        | 1,73 m | 1. Aug. 2002  | L        |                | 2026        |
| Lydia Stemmler      |     | Deutschland        | 1,86 m | 20. Juli 2001 | AA       | 2025           | 2026        |
| Kinga Szűcs         |     | Ungarn             | 1,79 m | 8. Juni 1993  | AA       | 2025           | 2026        |
| Alina Zellin        | 1   | Deutschland        | 1,84 m | 4. Juli 1999  | MB       | 2022           | 2026        |

Positionen: AA = Außenangriff, D = Diagonal, L = Libero, MB = Mittelblock, Z = Zuspiel
| Neuzugänge 2025 | Neuzugänge 2025   | Abgänge 2025         | Abgänge 2025           |
| Spielerin       | bisheriger Verein | Spielerin            | neuer Verein           |
| --------------- | ----------------- | -------------------- | ---------------------- |
| Lotte Goertz    | Dresdner SC       | Mia Mercedes Kettner | VfL Oythe              |
| Isabel Kovačić  | Volley Lugano     | Ana Krulj            | Azerrail Baku          |
| Lena Linke      | Dresdner SC       | Pia Mohr             | Skurios Volleys Borken |
| Lydia Stemmler  | VfB 91 Suhl       | Isabella Noble       | Terville-Florange OC   |
| Kinga Szűcs     | Absheron VC       | Paige Reagor         | Honda Olivero Cuneo    |
|                 |                   | Kira Thomsen         | Orlando Valkyries      |

Chef-Trainer ist seit 2025 der Spanier Pablo Sánchez.
Träger der Bundesligamannschaft ist die SWE Volley-Team Spielbetriebsgesellschaft mbH, eine 100-prozentige Tochter des Vereins.

## Bundesliga
Bereits in der Saison 2003/04 spielten die Erfurterinnen in der ersten Bundesliga, damals noch unter dem Namen TuS Braugold. Nach dem Abstieg in die zweite Liga wurde der Vereinsname und der Hauptsponsor (SWE) gewechselt. 2010 schaffte Erfurt als Meister der Zweiten Bundesliga Süd den Aufstieg und spielte 2010/11 in der ersten Bundesliga. Nach dem Abstieg 2012 und vier Jahren in der zweiten Liga gelang 2016 der erneute Aufstieg.
Obwohl man in drei Spielzeiten hintereinander (2016/17, 2017/18 und 2018/19) sportlich abgestiegen war, konnte jeweils dennoch eine Erstligalizenz für die kommende Saison erteilt werden. Hauptgrund war, dass durch mangelnden Aufstiegswillen der jeweiligen Meister der 2. Ligen die Plätze der 1. Liga nicht vollständig besetzt werden konnten. Im Spieljahr 2019/20, das coronabedingt vorzeitig abgebrochen wurde, gelang erstmals der sportliche Klassenerhalt; das Team stand erstmals nicht auf einem Abstiegsplatz. Im Spieljahr 2020/21 konnte der Klassenerhalt erneut nur durch eine Nichtabstiegs-Klausel gehalten werden.
2023 stieg Schwarz-Weiss Erfurt trotz sportlichem Klassenerhalt freiwillig in die 2. Bundesliga Pro ab.
In der Saison 2023/24 gelang der erneute Aufstieg in die erste Bundesliga.

## DVV-Pokal
Bei den Auftritten im DVV-Pokal gab es bisher ausnahmslos Niederlagen für die Erfurterinnen: In der Saison 2006/07 gegen den Dresdner SC mit 0:3, 2007/08 gegen den VfB 91 Suhl mit 0:3 und 2009/10 erneut gegen Dresden mit 1:3.